# Tina Voß

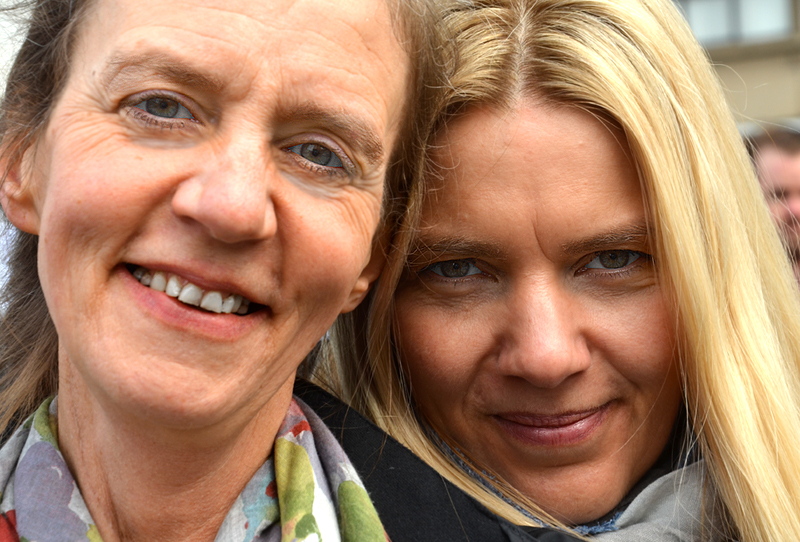
Tina Voß (rechts), 2016

Tina Voß (* 27. November 1969 in Seesen) ist eine deutsche Betriebswirtin, Zeitarbeits-Unternehmerin und Honorarkonsulin von Norwegen. Als Schriftstellerin debütierte sie 2014 mit einem Roman, in dem ihr Mops die Hauptrolle spielt.

## Leben
Tina Voß wuchs zunächst in Seesen auf, zog aber schon als Kleinkind mit ihren Eltern und ihrer älteren Schwester nach Gittelde, wo sie auch zur Grundschule ging. Anschließend besuchte sie die Realschule in Badenhausen. Ihr Vater war Kraftfahrzeug-Handwerksmeister, und sie wollte ebenfalls Kfz-Mechanikerin werden, fand aber keinen Ausbildungsplatz mit der erforderlichen Damentoilette. Schließlich absolvierte sie eine Ausbildung zur Industriekauffrau bei Sonnen Bassermann im mittlerweile geschlossenen Werk Seesen, gefolgt von einer Weiterbildung zur Betriebswirtin mit dem Schwerpunkt Finanz- und Investitionsrechnung. Mit dem Personalwesen kam sie in Berührung, als sie mit Anfang zwanzig eine Führungsposition als Personaldisponentin in einer Zeitarbeitsfirma annahm.
1996 machte sich Tina Voß selbständig und gründete zusammen mit einem Partner die Tina Voß Zeitarbeit GmbH. Im Jahr 2000 war sie mit ihrem Unternehmen Marktführerin in der Region Hannover, bezog im folgenden Jahr eigene Büroräume in Hannover und gründete 2003 die gewerbliche Tochtergesellschaft Tina Voß Industrie GmbH. Im selben Jahr schloss sie einen hauseigenen Manteltarifvertrag mit der Dienstleistungsgewerkschaft ver.di ab, seit 2008 zahlt sie den Mindestlohn. Ver.di bewertete ihre Firma als ein Unternehmen der Zeitarbeitsbranche, „das sich von vielen anderen in bemerkenswert positiver Weise unterscheide“. Im Jahr 2009 gründete sie die Tina-Voß-Stiftung, die in der Region Hannover Projekte in den Bereichen Jugend, Kultur und Soziales fördert. Tina Voß ist stellvertretende Präsidentin der IHK Hannover. Die Tina Voß GmbH beschäftigt heute ungefähr 40 Frauen und 3 Männer.
Voß war mehrmals Gast in TV-Talkshows zum Thema Arbeitswelt.
Am 11. Juli 2017 wurde Voß in ihr Amt als Honorarkonsulin von Norwegen eingeführt.
Seit Januar 2019 tritt sie mit Dietmar Wischmeyer in der Sendung Wischmeyers Stundenhotel auf Bremen Zwei auf, welche auch als Podcast verfügbar ist. In der Reihe werden Alltagsthemen und Alltagsphilosophisches satirisch behandelt.
Tina Voß wohnt in Hannover.

## Ehrungen (Auswahl)
- 2004: Local Hero, Auszeichnung durch die bundesweite Initiative des Unternehmermagazins Impulse und des Telefonbuchverlags Das Örtliche[16]
- 2005: „Großer Preis des Mittelstandes“ der Oskar-Patzelt-Stiftung[17]
- 2007: Niedersächsischer Verdienstorden am Bande[3][10]

## Veröffentlichungen
- Ex & Mops, 1. Auflage, Dryas, Frankfurt am Main 2014, ISBN 978-3-940855-54-1 und ISBN 3-940855-54-5 (E-Book)
- Kein Mops ist auch keine Lösung, 1. Auflage, Dryas, Frankfurt am Main 2015, ISBN 978-3-940855-62-6